# Dentellón

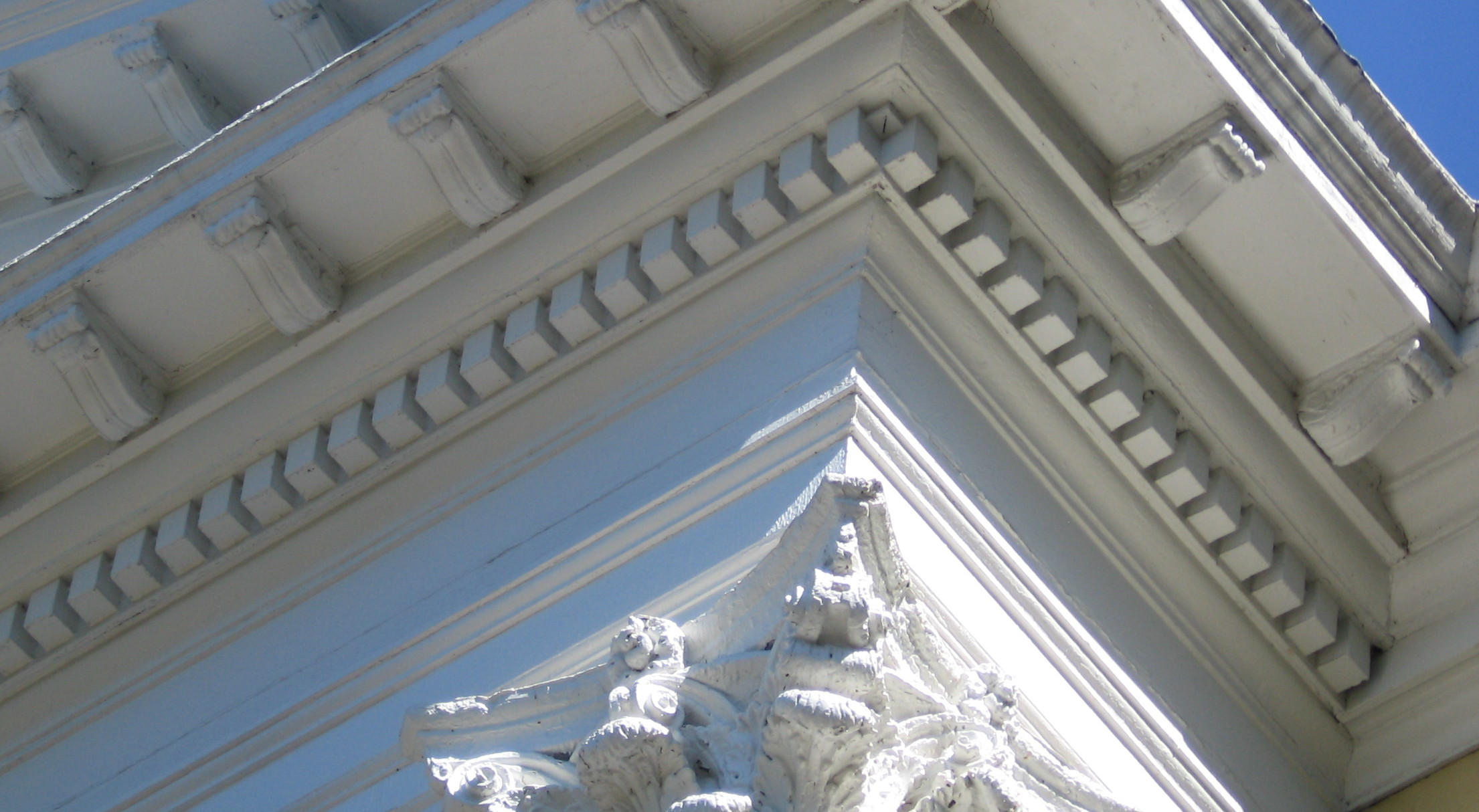
Conjunto de dentiles sobre un capitel de orden corintio, ayuntamiento de Westport, Connecticut, Estados Unidos

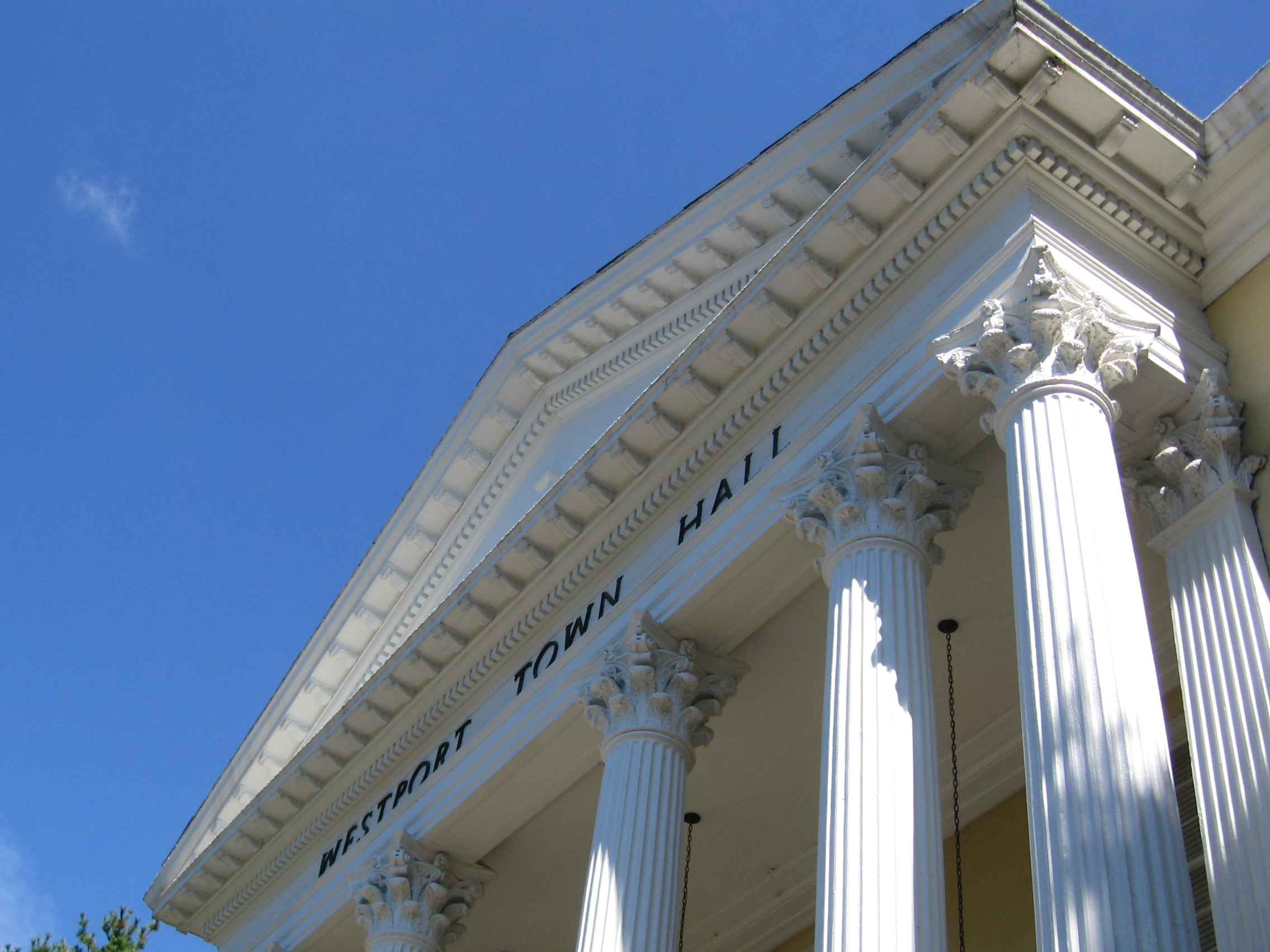
Dentiles en su contexto.

En arquitectura clásica un dentellón o dentículo (del latín: dens, diente) es un pequeño bloque usado como ornamento repetitivo en el saliente de la cornisa. 
El arquitecto romano Vitruvio (iv. 2) decía que representaban la terminación de vigas o cabios, como se encuentran en su forma más desarrollada en los templos jónicos del Asia Menor, las tumbas de Licia y los pórticos y tumbas del Imperio aqueménida, que simulan en piedra la típica estructura de madera, dejando pocas dudas sobre su origen.
El ejemplo más antiguo es el que se encuentra en la tumba de Darío el Grande, aproximadamente 500 a. C., esculpido en la roca, y copiando el pórtico de su palacio.
Su primer empleo en Atenas se halla en la cornisa de las cariátides en el pórtico del Erecteión (480 a. C.). Cuando más tarde se utiliza en la saliente de la cornisa de la linterna de Lisícrates, las dimensiones son mucho más pequeñas. En los últimos templos jónicos, como el de Priene, se mantiene aún el tamaño grande.
El dentellón fue la principal decoración de las cornisas en el período romano y en el renacimiento italiano.Como regla general, la proyección del dentellón es igual a su ancho, y los espacios intermedios equivalen a la mitad del ancho.